# Renfrew
Renfrew (gael. Rinn Friù) – miasto w zachodniej Szkocji (Wielka Brytania), w jednostce administracyjnej (council area) Renfrewshire, położone na południowym brzegu rzeki Clyde, około 10 km na zachód od Glasgow. W 2011 roku liczyło 21 854 mieszkańców. Do 1975 roku miasto było stolicą hrabstwa Renfrewshire. 